# 8215 Zanonato
8215 Zanonato este un asteroid din centura principală, descoperit pe 31 martie 1995, de Yoshisada Shimizu și Takeshi Urata.